# Changpihae
Changpihae (창피해?, noto anche come Ashamed) è un film sudcoreano del 2010 diretto da Kim Soo-hyeon.
Il film è stato presentato in anteprima mondiale nella sezione New Currents al 15° Busan International Film Festival e proiettato nella sezione Panorama del 61º Festival Internazionale del Cinema di Berlino.

## Trama
Jung sta preparando una mostra d’arte. Durante una lezione di disegno la sua attenzione viene catturata da alcuni disegni di nudo fatti da una sua studentessa assai ribelle, Hee-jin. Yoon, la giovane fanciulla ritratta nei disegni, non è solo estremamente bella, c’è in lei anche qualcosa di misterioso, davanti a lei si percepisce che nasconde qualcosa. Jung chiede a Yoon di posare nuda per il suo progetto artistico; lei acconsente e, poco tempo dopo, Jung, Yoon e Hee-jin partono per girare alcuni video sulla spiaggia. E così, per caso o coincidenza, tre donne che non potrebbero essere più diverse una dall’altra, si trovano unite in una bellissima sera. Sono sedute in riva al mare; bevono e ascoltano Yoon che racconta del suo perduto amore: stanca della sua depressione, totalmente annoiata della vita, Yoon pensava a come suicidarsi. La fortuna volle che incontrasse Kang, una giovane vagabonda che si guadagnava da vivere col borseggio. La loro storia d’amore iniziò quando si trovano ammanettate una all’altra. Yoon e Kang progettano la fuga e una volta che si sono liberate della guardia, si baciano per la prima volta. Fuggono insieme e iniziano a godersi una vita spensierata. Ma questa felice esistenza non è di lunga durata. Kang soffre la mancanza di una prospettiva e Yoon ha crescenti aspettative (tutte cose che diventano un peso insopportabile per la loro relazione).

## Accoglienza
Il film ha incassato al botteghino 14.466 dollari americani.